# Suriname Seafood Associatie
De Suriname Seafood Associatie (SSA) is een overlegraad binnen de Surinaamse visserijsector. Er zijn vertegenwoordigers uit de Surinaamse vangst en verwerking van vis en garnalen in vertegenwoordigd. Een van de permanente leden in de overlegraad is een vertegenwoordiger van het Visserscollectief. De SSA fungeert als een gesprekspartner van de regering.
Ze houdt kantoor in het pand van de SAIL NV aan de Cornelis Jongbawstraat in Paramaribo. Prahlad Sewdien was de voorzitter aan het begin van de 21e eeuw tot circa 2016 en werd opgevolgd door Udo Karg. In 2020 trad hij aan als minister van Landbouw, Veeteelt en Visserij.